# Colchester, Illinois
Colchester là một thành phố thuộc quận McDonough, tiểu bang Illinois, Hoa Kỳ. Năm 2010, dân số của thành phố này là 1401 người.

## Dân số
Dân số qua các năm:
- Năm 2000: 1493 người.
- Năm 2010: 1401 người.